# Vulturu (Constanța)
Pour les articles homonymes, voir Vulturu.
Vulturu est une commune du județ de Constanța en Roumanie.